# (488443) 2016 YT2
(488443) 2016 YT2 es un asteroide perteneciente al cinturón de asteroides, descubierto el 16 de enero de 2008 por el equipo del Spacewatch desde el Observatorio Nacional de Kitt Peak, Arizona, Estados Unidos.

## Designación y nombre
Designado provisionalmente como 2016 YT2.

## Características orbitales
2016 YT2 está situado a una distancia media del Sol de 2,756 ua, pudiendo alejarse hasta 2,913 ua y acercarse hasta 2,600 ua. Su excentricidad es 0,056 y la inclinación orbital 14,95 grados. Emplea 1671,80 días en completar una órbita alrededor del Sol.

## Características físicas
La magnitud absoluta de 2016 YT2 es 16,3.